# Cratere Hawke
Hawke è un cratere lunare di 13,2 km situato nella parte sud-occidentale della faccia nascosta della Luna.